# アルファベット殺人事件
アルファベット殺人事件（アルファベットさつじんじけん、The Alphabet Murders）とは、1971年から1973年にかけて、アメリカ合衆国ニューヨーク州ロチェスター市で発生した、3人の女児が殺された事件である。『二重頭文字殺人』(The Double Initial Murders)とも呼ばれる。
3人の被害者は、いずれも10 - 11歳の少女であり、彼女らの姓名は、いずれも同じ頭文字で始まっていた。3人とも性的暴行を受けたのち、首を絞められて殺され、その遺体は犠牲者の名前と同じ文字で始まる名前の場所に遺棄された。
この殺人事件の犯人は捕まっておらず、未解決のままである。

## 殺人事件

### カルメン・コロン
1971年11月16日16時20分ごろ、ニューヨーク州ロチェスター市に住んでいた、カルメン・コロン(Carmen Colón)という10歳のプエルトリコ人の少女が、用事を済ませて自宅へ戻る途中、姿を消した。目撃者からの情報によれば、カルメンは祖母から、西大通りにある薬局に処方薬を受け取りに行くよう頼まれ、そこへ向かった。しかし、祖母から「受け取るように」と指示された処方薬がこの薬局には無いことを知った彼女は、店主のジャック・コービン (Jack Corbin)に対して「私、もう行かないと」と告げて、薬局を去った。その後、建物の近くに停めてあった一台の車にカルメンが乗車する姿が目撃されていた。この日の19時50分、ロチェスター警察署に対し、カルメン・コロンの捜索願の届け出が出された。カルメンがこの薬局を出ておよそ50分後、州間高速道路490号線で車を走らせていた多くの運転手が、暗い色のフォード・ピント (Ford Pinto)と思われる背面ドア付きの自動車から下半身裸のカルメンが走ってくる姿を目撃していた。カルメンは必死になって腕を振り、叫び声を上げることで、通り過ぎていく車に向かって自身の存在に気付いてもらおうとして合図を送っていた。このとき、カルメンが誘拐犯の手で車の中に連れ戻される姿を目撃した者もいた。捜査官はのちに、下半身裸のカルメンが、興奮状態でこの車両から逃げ出そうとしていた姿を、道路が混雑する時間帯に、数百台ではないにせよ、相当数の運転手が目撃していたにもかかわらず、誘拐犯の手からカルメンを救うために車を停止させた者は一人もいなかった事実を突き止めた。ニューヨーク・タイムス(The New York Times)は1971年11月21日の報道記事で「モンロー郡保安官代理は、『10歳の少女が強姦され、首を絞められて殺される直前に、交通量の多い高速道路で少女が助けを求める姿を少なくとも100人が目撃したはずだが、当局に通報した者は誰もいなかった』と発表した」と記述した。11月18日、2人の少年が、州間高速道路490号線からそれほど離れていない、チャーチヴィルの近郊の道路脇の水路にて、カルメンの遺体を発見した。遺体発見現場は、カルメンが最後に目撃された場所からおよそ19 km離れた場所であった。彼女の着ていた上着は、遺体発見現場からおよそ91 m離れた暗渠の中で発見され、穿いていたズボンは11月30日に発見された。ズボンが発見された場所は、カルメンが誘拐犯から逃げようとしている姿が目撃された場所の近郊、支線道路に近接したところであった。剖検の結果、カルメンは強姦され、頭蓋骨と脊椎骨の一本が骨折しており、その後に素手で首を絞められて死亡したことが分かった。また、彼女の遺体には、爪による引っ掻き傷が広範囲に亘ってできていた。郡検視官のジョン・エドランド(John Edland)はカルメン・コロンについて「強姦され、首を絞められて殺された」と結論付けた。
カルメン・コロンの殺害に加えて、州間高速道路490号線沿いで誘拐犯から逃げようとしたカルメンを目撃した者たちの誰一人として、彼女を助けようとしなかったという二つの事実は、一般大衆の怒りを誘発した。ニューヨークに拠点を置く新聞社『The Gannett Newspapers』は、殺人犯の逮捕と有罪判決につながる情報を提供した者に対して2500ドルの謝礼金を出す趣旨を発表し、公表されたすべての情報は警察と共有された。その後、地元の企業や住民が寄付を送り、謝礼金は6000ドルにまで増えた。警察当局は複数の容疑者に対して尋問を実施したが、いずれも事件への関与は認められず、1971年12月21日までに、この事件を専任で担当する捜査員の人数は3人に減らされた。
1972年の初頭、縦3.7 m、横9 mの看板が、ロチェスター市の主要高速道路沿いに5枚建てられた。この看板には、2.4 mの大きさに印刷されたカルメンの顔写真とともに、「Do You Know Who Killed Carmen Colón?」（「カルメン・コロンを殺した犯人を知らないか？」）との見出し文がある。これらの看板は、ロチェスター市の屋外広告会社が提供した。看板を設置したのは、市民団体『Citizens for a Decent Community』であった。看板には、カルメンを殺した犯人の逮捕と有罪判決につながる情報に対して6000ドルの謝礼金を提供する趣旨や、匿名による情報提供を促す目的で、1971年11月に開設された直通電話の番号とその住所が明示された。事件の糸口となるものはいくつか出てきたが、犯人の逮捕には繋がらなかった。カルメン・コロン殺害事件は、ニューヨーク州モンロー郡において、5年以上にわたって未解決のままである最初の殺人である。

### ヴァンダ・ヴァルコヴィーツ
1973年4月2日17時ごろ、11歳の少女、ヴァンダ・ヴァルコヴィーツ (Wanda Walkowicz)が、総菜販売店での買い物を終えて帰宅する途中、姿を消した。ヴァンダが店を訪れたのはこの日の17時過ぎで、母親のジョイスからお使いを頼まれた。ヴァンダは店でマグロ、牛乳、カップケーキ、猫用の餌を購入し、8.52ドル相当の買い物を済ませたという。店員の一人、ビル・ファン・オーデン(Bill Van Orden)によれば、ヴァンダは一人で店に入り、一人で店を出たという。20時、ヴァンダの母・ジョイスが娘の失踪届を警察に提出した。50人の捜査官たちがヴァンダの捜索を開始し、ヴァンダの自宅周辺、ヴァンダがお使いに出かけた惣菜店の周辺、ヴァンダがよく遊んでいた川の周辺を捜索したが、ヴァンダは見付からなかった。購入したものが入った袋をヴァンダが必死に抱えながら街路を歩いている姿を目撃した近隣の住民による証言もあった。彼女が買い物袋を柵に立てかけて握りやすくしようとしている際に車体が茶色い車が通り過ぎたのを、ヴァンダの同級生3人が目撃していた。翌日の10時15分ごろ、巡回中の州警察の警官がヴァンダの遺体を発見した。遺体はロチェスターからおよそ11km離れたウェブスターの州道104号線へと繋がる連絡道路沿いの丘陵の麓に遺棄されていた。ヴァンダの遺体は走行中の車両から投げ落とされた可能性が高く、遺体は土手を転がり落ちた状態で見付かった。剖検の結果、ヴァンダは強姦されたのち、背後からベルトで首を絞められて殺された可能性が高いことが分かった。遺体には防御創が確認され、これはヴァンダが殺人犯と争った形跡を示していた。身長122 cm、体重35 kgのヴァンダの解剖を担当した検視官、ジョン・エドランドは、剖検報告書にて「小柄の彼女には抵抗もままならなかったように思われる」と記述した。また、ヴァンダは死んだあとに衣服を再び着せられており、遺体からは精液と陰毛も検出された。白い猫の毛皮も検出されたが、ヴァンダの家族は体色が白い猫を飼ってはいなかった。カルメン・コロンの時と同じく、捜査当局は情報提供を呼びかける内容の小冊子をロチェスターの至る所で配布し、匿名で通報できる直通電話を開設し、ヴァンダを殺害した犯人の逮捕と有罪に繋がる情報に対して、1万ドルの謝礼金を提供する趣旨も発表した。その後、目撃者が現われ、ヴァンダが4月2日に店を出たあとの様子について、捜査員に告げた。この目撃者の証言によれば、ヴァンダが茶色の大型車両の助手席のドアの脇に立って、運転手と会話していたという。その運転手の姿については、はっきりとは確認できなかったが、その目撃場所はヴァンダの自宅から320 m離れた地点であったという。直通電話に通報してきた別の目撃者によれば、4月2日の17時30分から18時にかけて、赤毛の少女（ヴァンダは赤毛であった）が、赤いダッジ・ダート (Dodge Dart)の中に腕ずくで押し込まれる様子を目撃したという。ロチェスター警察署の捜査当局は、カルメンとヴァンダの殺害の関連を諷示する要素を全て却下した一方で、カルメン・コロン殺害事件を任されていた保安官巡査部長を、ヴァンダ・ヴァルコヴィーツ殺害事件の特別捜査官に任命した。1973年9月、ロチェスターのテレビ局『WORK』は、ヴァンダの誘拐と殺害、その遺体の回収作業の様子を再現する趣旨の番組を放送する計画を発表した。この番組は1973年10月21日に30分の枠で放送され、目撃者に対して、「当局に通報して欲しい」との呼びかけも行われた。番組終了後、ロチェスター警察署の捜査当局には200件を超える通報が寄せられたが、犯人逮捕に繋がる有益な手掛かりが得られることは無かった。

### ミッシェル・マエンツァ
1973年11月26日の夜、11歳の小学生、ミッシェル・マエンツァ (Michelle Maenza)は、自宅に戻ってこなかった。母親のキャロリンが娘の捜索願を警察に提出した。捜査の結果、ミッシェルの姿が最後に目撃されたのはその日の15時20分ごろのことであった。母・キャロリンが、娘が通う学校の近くにある複合商業施設内の店舗に忘れていった財布を回収しに向かう姿を、ミッシェルの叔父が目撃したのだという。この約10分後、ウェブスター街路に突入する前にアッカーマン通りを高速で走行していたベージュか黄褐色の自動車の助手席に、ミッシェルが座っているのが目撃された。目撃者の証言によれば、ミッシェルは泣いているように見えたという。ウェイン郡保安官事務所の巡査部長、ケヴィン・カンツ (Kevin Kuntz)は「あの日は、ミッシェルが一人で歩いて帰ることを初めて許された日だった」と語っている。11月26日、ワルワースの町、州道350号線沿いに、タイヤがパンクした自動車が駐車し、その傍らに一人の男性が立っており、その男性が、ミッシェル・マエンツァと思われる少女の手首を握っている姿を、自動車の運転手が目撃した。運転手によれば、男性に何らかの援助が必要なのかどうか確認するために車を止めたとき、「その男は少女の身体を引っ掴んで自身の背後に押し動かし、こちらの視界から登録番号を覆い隠しつつ、威嚇するかのような表情で目を見開いて凝視してきた」という。ケヴィン・カンツは、手首を掴まれたこの少女がミッシェル・マエンツァである、と考えている。11月28日10時30分ごろ、ロチェスターから約24 km離れたマセドンの田舎道沿いの水路の中にうつ伏せで倒れているミッシェルの遺体が発見された。剖検の結果、ミッシェルの遺体には鈍器による外傷が広範囲に亘って確認され、強姦されたのち、背後から細長い紐か縄で首を絞められて殺されたことが分かった。彼女の着ていた衣服からは白い猫の毛皮が多数検出され、彼女が握り締めていた手の中からは木の葉が見付かった。その木の葉は、彼女の遺体が発見された現場に落ちていたものと一致した。これは、遺体発見現場か、あるいはその近くでミッシェルが殺されたことを示唆していた。ロチェスター警察署の警部補、アントニイ・ファンティグロッスィ (Anthony Fantigrossi)は、ミッシェルの遺体発見現場の状況について、「ヴァンダ・ヴァルコヴィーツの殺人を正確に再現したものだ」と述べた。ミッシェルの首からは掌紋が、遺体と下着からは精液が検出された。検出された精液の法医学的鑑定により、ミッシェルは単独の人物から強姦されたことが分かった。ミッシェルの胃の内容物を検査したところ、ハンバーガーと玉葱が残っており、彼女は殺される1時間前に食事を取っていた。ミッシェルと思われる少女が、ペンフィールドにあるファスト・フード店、『キャロルズ・レストラン』(The Carrols Restaurant)の駐車場に停めてあった車の中におり、一人の男性が食料の入った袋を持って車に向かっている姿が目撃されたという。捜査当局は、この少女こそがミッシェルである、と確信したという。容疑者は、「身長約183 cm、体重約75 kgの男性」と推定され、ロチェスター警察は犯人と思われる人物の合成画像を作成し、報道機関は数週間に亘ってこの事件を取り上げた。多くの通報が寄せられたが、犯人の逮捕には至らなかった。

## 葬儀
1971年11月22日、カルメン・コロンの葬儀が開かれ、カトリック教会の追悼儀礼が執り行われた。カルメンの葬儀には200人の会葬者が出席した。
ヴァンダ・ヴァルコヴィーツは、1973年4月6日に埋葬された。ベネディクト・エマン (Benedict Ehmann)が司宰を務める礼拝による葬儀を経て、白と金の小さな棺の中に遺体が安置された。
ミッシェル・マエンツァの葬儀は、1973年12月1日にコーパス・クリスティ教会 (The Corpus Christi Church)にて執り行われた。ミッシェルの開棺式葬儀には、多数の会葬者が出席した。父親のクリストファー・マエンツァ (Christopher Maenza)は、娘について、葬儀の最後に「思い遣りがあり、争いを好まない娘でした」と述べた。
カルメン・コロン、ヴァンダ・ヴァルコヴィーツ、ミッシェル・マエンツァは、ロチェスター市にある聖墳墓墓地に埋葬された。

## 捜査
3人の少女の殺害事件は広く宣伝されるとともに、一般大衆の強い怒りを誘発した。ミッシェル・マエンツァが殺されたのち、ロチェスター警察の捜査当局は、ミッシェルと一緒にいたところを目撃された人物の合成画像を作成し、報道機関に向けて公開し、これら3件の殺人事件の犯人を捜索するために専用の直通電話を開設した。情報提供者は匿名で通報できるよう促し、犯人の逮捕と有罪判決に繋がる情報には謝礼金を用意することにした。多数の通報が寄せられたが、犯人が特定されることは無かった。
捜査当局は、これまでに800人を超える人物を尋問したが、犯人の逮捕には至っておらず、この殺人事件は未解決のままである。カルメン・コロン、ヴァンダ・ヴァルコヴィーツ、ミッシェル・マエンツァは、いずれもカトリック教会の信者の家族のもとに生まれ、友人はおらず、学校ではいじめを受け、学力低下が見られた。捜査当局は、犯人について、犠牲者と接触し、信頼を得るため、社会福祉機関で働いている人物か、あるいはその実務内容についての知識がある人物である可能性を排除していない。

### 類似点
犠牲者の3人は、いずれも思春期を迎える前の少女であり、雨天の日の午後にロチェスターから姿を消し、近郊の場所で遺体が発見されている。3人ともカトリック教徒の家庭に生まれ、低所得者層であった。3人とも小柄であり、強姦されたあとに絞殺された。3人とも、集団内では除け者扱いを受けていたという。3人の年齢は10歳 - 11歳で、いずれもロチェスター市内で誘拐された。遺体は、犠牲者たちの姓名と同じ頭文字から始まる町で、あるいはその近くに遺棄された。カルメン・コロン(Carmen Colón)はチャーチヴィル(Churchville)の近郊にて、ヴァンダ・ヴァルコヴィーツ(Wanda Walkowicz)はウェブスター(Webster)にて、ミッシェル・マエンツァ(Michelle Maenza)はマセドン(Macedon)にて発見された。
事件の捜査員たちは、3人の名前の頭文字が二重になっているのを理由に犠牲者として選ばれた可能性は低い趣旨を明言している。この偶発的な理由で犠牲者を事前に選ぶにあたっては、長期間に亘って犠牲者を追跡する必要があり、そうなれば自分の存在について気付かれやすくなる。一部の捜査官は、ヴァンダ・ヴァルコヴィーツとミッシェル・マエンツァの殺害は同一人物の犯行である可能性があるが、カルメン・コロンの殺害に関しては、その全体的な手口からして、面識の無い人物が有無を言わさず拉致したわけではなく、彼女の知り合いか、関係者による犯行である、と考えている。ロチェスター警察署の警部補、アントニイ・ファンティグロッスィは、「ヴァンダ・ヴァルコヴィーツを殺した男は、この殺人にも手を染めている」「カルメン・コロンの殺害も、同一人物による仕業である可能性が高い」と明言した。1960年代後半からロチェスターで働いていた法医学精神分析医、デイヴィッド・バリー (David Barry)は、犯行の類似性から、「連続殺人犯の仕業に違いない」と確信していた。2009年の時点で、この事件の捜査に携わっているウェイン郡保安官事務所の警部補、ロバート・ヘツケ (Robert Hetzke)は、「これらの事件は繋がっているのか？ それとも違うのか？ それは分からない」と述べた。
カルメン・コロンが誘拐される前の数ヶ月間、カルメンの祖父母は、孫娘が悪夢にうなされ、睡眠が不安定になっていた趣旨を語っている。睡眠中のカルメンが、ベッドから転落することもあったという。恐怖と不安に晒される夢を何度となく見る現象は、性的虐待を受けている子供たちが味わわされる苦痛の症状であるという。

## 事件の容疑者とされた人物

### ミゲル・コロン
カルメン・コロンの叔父、ミゲル・コロン (Miguel Colón)は、捜査当局から、カルメンを殺害した容疑者の一人として認定されていた。ミゲル・コロンは、カルメンの父・フスティニアーノの兄弟である。カルメンの両親が別居したのち、ミゲルはカルメンの母・ギゲルミーナとの関係を築き、カルメンからは「ミゲル叔父さん」と呼ばれた。カルメンが、家族の処方薬を受け取るために薬局へ向かう際には、祖父のフェリックスが付き添っていたが、失踪当日、カルメンは祖父母に対し、「今日は一人で薬局まで歩いていきたい」と頼んでいたという。
カルメンの死の数週間前、ミゲルは州間高速道路490号線で目撃された車両の特徴と一致する車を購入していた。ロチェスター警察署は、目撃された車両の型について、6通りの説明を受け、いずれも「高級車だ」と告げられた。目撃者の一人は、カルメン・コロンが腕を掴まれて車に連れ戻される姿を目撃しており、カルメンは誘拐犯のことを知っていた可能性があることを示唆している。カルメンが殺されたのち、捜査員がミゲルの車を調べたところ、車内と外装は徹底的に清掃され、トランクも液剤で洗浄されていたことが分かった。ミゲル・コロンが購入した車の販売代理店に確認したところでは、ミゲルが購入する前の時点で、車のトランクの内部は洗浄されてはいなかった。車内には、カルメンが所持していた人形が見付かった。カルメンの親族は、カルメンがミゲルの車に乗って移動していたことが多かった話や、カルメンが人形を車内に置き忘れた可能性がある趣旨を、捜査当局に対して供述した。姪の死の2日後、ミゲルは「ロチェスターで許されざることをしてしまった」として、国を去る意向を伝えたという。姪の死の4日後、彼はプエルト・リコにいた。1972年3月、捜査当局がサン・ホワン (San Juan)を訪問し、ミゲルを尋問しようとした。地元の新聞が、ロチェスター警察がミゲルを尋問する予定がある趣旨の記事を掲載すると、ミゲルは逃亡を図った。1972年3月26日、ミゲルは当局に自首し、尋問を受けるためにロチェスターに引き渡される話に同意した。尋問で、姪が殺された日の自身の行動について、ミゲルは信頼できるアリバイを提示することができず、姪が殺された時間、自分はどこで何をしていたかについて証言する人物もいなかったが、起訴されることは無かった。
1991年、ミゲルは自宅で妻と義理の兄弟を銃で撃って重傷を負わせた。警察がミゲルの元へ駆け付けると、彼は「撃て！」と叫んだのち、自分自身に銃を向けて、その引き金を引いた。警察は、ミゲルがカルメンの殺害を認めたのかどうかについて、親戚に尋問したが、ミゲルは姪の殺害を認めなかったという。ミゲルの遺族は、カルメンの殺害に関して、ミゲルは無実である趣旨を主張している。

### デニス・テルミーニ
デニス・テルミーニ (Dennis Termini)は、ロチェスター在住の25歳の消防隊員であった。彼は「車庫強姦魔」と呼ばれた犯罪者であり、1971年から1973年にかけて、10代の少女や若い女性、少なくとも14人を犯した。彼の所有していたベージュの色の車は、複数の目撃情報の内容に類似するものであった。彼はボック通りに住んでいたが、ここはミッシェル・マエンツァが最後に目撃された場所に近い地域でもあった。1974年1月1日、テルミーニは、10代の少女に向かって銃口を突き付け、彼女を攫おうとした。しかし、少女は泣き叫ぶのを止めようとしなかったため、テルミーニはこの少女の拉致を諦め、別の18歳の女性を攫おうとするも、警察に追跡された。女性に対する強姦未遂について警察が尋問しようとした直前、テルミーニは自分の頭を撃って自殺した。テルミーニが所有していた車について法医学的検査を実施したところ、内張りから、白い猫の毛皮の痕跡が見付かった。2007年1月、テルミーニの遺体が掘り起こされた。ヴァンダ・ヴァルコヴィーツの遺体から採取された精液の検体と、テルミーニのDNAの試料を採取して比較し、遺伝子検査を実施するためであった。検査の結果、カルメン・コロン、ヴァンダ・ヴァルコヴィーツ、ミッシェル・マエンツァの殺害にデニス・テルミーニが関与していたことを示す証拠は見付からなかった。しかしながら、カルメンやミッシェルの遺体から採取された物的証拠は、テルミーニのDNAと比較できるような代物ではない。また、現存する唯一の物的証拠は、ヴァンダ・ヴァルコヴィーツの遺体から採取された精液の検体だけである。カルメン・コロンとミッシェル・マエンツァの遺体と、この2人の遺体が発見された現場から採取された物的証拠は、紛失したか、破壊された。

### ケネス・ビアンキ
ケネス・ビアンキは、1951年5月、ロチェスター市で生まれ育った。ビアンキは、1977年10月から1978年2月にかけて、従兄弟のアンジェロ・ブオーノ・ジュニアとともに、ロス・アンジェレスにて10人の女性を強姦し、拷問し、殺害した。2人は「山腹の絞殺魔」と呼ばれた。ビアンキはアイスクリームの販売員、警備員、救急車の運転手として働いており、若い女性から警戒されにくい制服を用意していた。
ビアンキは車を所有していたが、その車の色や型は、誘拐事件で目撃された車両と同じものであった。ビアンキは「自分はこの事件に関しては何の関係も無い」として無罪を主張している。ビアンキはアルファベット殺人事件で起訴されたことは無く、ビアンキ自身も事件への関与を強く否定しており、自身にかけられた容疑を何度も晴らそうとしてきた。

### ジョゼフ・ナーソ
ジョゼフ・ナーソ (Joseph Naso)は、1934年1月、ロチェスター市で生まれ育った。彼は1977年から1994年にかけて、カリフォルニア州で複数の女性を殺害した廉で逮捕・起訴された。ナーソによる犠牲者のうちの4人　～ロクサーン・ロガーシュ (Roxanne Roggasch)、カルメン・コロン (Carmen Colon)、パメラ・パーソンズ (Pamela Parsons)、トレイスィー・タフォヤ (Tracy Tafoya)～　も、ロチェスター市で発生した連続殺人の犠牲者と同じように、ナーソが殺した犠牲者たちの姓名は、その苗字と名前の頭文字が、それぞれ同じ文字で始まっていた。ナーソが殺した女性の一人は「カルメン・コロン」(Carmen Colon)といい、1971年11月に誘拐され、殺害された少女の姓名も、「C」の文字で始まる「Carmen Colón」であった。ナーソは2010年4月にネヴァダ州リノで逮捕された。ネヴァダ州の法執行機関の当局者は、記者会見にて、ナーソは写真家の仕事をしており、仕事柄、アメリカ全土を旅行し、別の州で殺人を犯した可能性がある趣旨を述べた。
1978年にナーソが殺害した「カルメン・コロン」(Carmen Colon)の死体が発見された現場の地名は「カーキーネス・スィニック幹線道路」(Carquinez Scenic Highway)であったが、ナーソによる犠牲者の名前の頭文字と、その死体を遺棄した現場の地名の頭文字が全て一致しているのは、この一件のみである。
ナーソはアルファベット殺人事件の参考人の一人と見做されていたが、DNA検査の結果、ナーソのDNAは、ヴァンダ・ヴァルコヴィーツの遺体から採取された精液の検体とは一致しなかった。ナーソはアルファベット殺人事件とは無関係であった。
2013年6月、ナーソはカリフォルニア州で4人の女性を殺害した罪で起訴され、裁判にかけられた。ナーソは自身の無罪を主張した。ナーソは全ての殺人事件で「有罪」と認定され、2013年11月22日に正式に死刑を宣告された。

## その後
1995年、カルメン・コロンの母・ギゲルミーナは、娘の死について語った。日刊紙『Democrat and Chronicle』の記者、ジャック・ジョーンズ (Jack Jones)による取材に対し、ギゲルミーナは、「自分は生涯を通じて貧困生活を送ってきたが、死ぬ前に何か一つだけ手に入るものがあるとすれば、それは富ではなく、娘を殺したのは誰なのか、を知ることだ」と述べた。ギゲルミーナは「誰が私の娘を殺したのかが分かれば、私は安らかに死ねるでしょう。私のかわいい娘に与えた残忍な仕打ちの代償を、犯人に支払ってもらうこと、それこそが、私の唯一つの望みなのです」「もしも犯人に憐憫の情がわずかでも残っているのならば、残された私たちが味わわされてきた苦痛を感じ取れるでしょう」と語った。

## 犯人像
2001年、『The Discovery Channel』は、このアルファベット殺人に焦点を当てた番組を放送した。FBIの元捜査官、ロイ・ヘイゼルウッドが出演し、この殺人事件の犯人は「2人である」可能性を指摘し、その犯人像を作成した。